# Гамбелл (Аляска)
Гамбелл (англ. Gambell, юитские языки: Sivuqaq) — город в зоне переписи населения Ном, штат Аляска, США. Население по данным переписи 2010 года составляет 681 человек.

## География
Расположен на северо-западном берегу острова Святого Лаврентия, в 63 км к северо-западу от города Савунга, в 325 км к юго-западу от Нома и в 58 км к востоку от Чукотского полуострова.
По данным Бюро переписи населения США площадь населённого пункта составляет 78,6 км², из них суша составляет 28,2 км², а водные поверхности — 50,4 км².

## Население
По данным переписи 2000 года население города составляло 649 человек. Расовый состав: коренные американцы — 95,69 %; белые — 3,54 %; азиаты — 0,46 %; представители двух и более рас — 0,31 %. Доля лиц латиноамериканского происхождения любой расы составляла 0,31 %.
Доля лиц в возрасте младше 18 лет — 38,5 %; от 18 до 24 лет — 10,6 %; от 25 до 44 лет — 27,4 %; от 45 до 64 лет — 17,6 % и лиц старше 65 лет — 5,9 %. Средний возраст населения — 26 лет. На каждые 100 женщин приходится 132,6 мужчин; на каждые 100 женщин в возрасте старше 18 лет — 143,3 мужчин.
Из 159 домашних хозяйств в 51,6 % — воспитывали детей в возрасте до 18 лет, 43,4 % представляли собой совместно проживающие супружеские пары, 18,2 % — женщины без мужей, 23,3 % не имели семьи. 18,2 % от общего числа хозяйств на момент переписи жили самостоятельно, при этом 0,6 % составили одинокие пожилые люди в возрасте 65 лет и старше. В среднем домашнее хозяйство ведут 4,08 человек, а средний размер семьи — 4,82 человек.
Средний доход на совместное хозяйство — $31 458; средний доход на семью — $30 625.
Динамика численности населения города по годам:
| 1930 | 1940 | 1950 | 1960 | 1970 | 1980 | 1990 | 2000 | 2010 |
| ---- | ---- | ---- | ---- | ---- | ---- | ---- | ---- | ---- |
| 250  | 296  | 309  | 358  | 372  | 445  | 525  | 649  | 681  |

## Современность
Двое жителей Чукотки, спасаясь от мобилизации, объявленной Путиным в октябре 2022 г., на лодке переправились на остров Святого Лаврентия и получили в США политическое убежище.

## Транспорт
Город обслуживается аэропортом Гамбелл, принимающим регулярные рейсы из Нома.